# 雷茨巴赫河 (美因河支流)
49°54′06″N 9°49′19″E / 49.901574°N 9.821823°E
雷茨巴赫河是德國的河流，位於該國東南部，由巴伐利亞負責管轄，屬於美因河的右支流，河道全長5.3公里，流域面積13.5平方公里，河口處在采林根南側。